# Pternopetalum trichomanifolium
Pternopetalum trichomanifolium är en flockblommig växtart som först beskrevs av Adrien René Franchet, och fick sitt nu gällande namn av Hand.-mazz. Pternopetalum trichomanifolium ingår i släktet Pternopetalum och familjen flockblommiga växter. Inga underarter finns listade i Catalogue of Life.